# 裡海西鯡
裡海西鯡為輻鰭魚綱鲱形目鲱科的其中一種，分布於黑海、亞速海及裏海海域，體長可達32公分，棲息在沿海海域，為洄游性魚類，屬肉食性，以浮游生物為食，為高經濟價值的食用魚。

## 擴展閱讀
維基物種上的相關：裡海西鯡